# Michael Cunningham
Michael Cunningham (ur. 6 listopada 1952 w Cincinnati) – amerykański pisarz i scenarzysta, laureat Nagrody Pulitzera (1999) za powieść Godziny (1998).

## Życiorys
Cunningham urodził się w Cincinnati (Ohio), a wychowywał się w Pasadenie w Kalifornii. Studiował literaturę na Uniwersytecie Stanforda, gdzie uzyskał tytuł licencjata, później uczył się na Uniwersytecie Iowa, gdzie zdobył stopień magisterski. Podczas pobytu w Iowa publikował krótkie opowiadania w „The Atlantic Monthly” i „Paris Review”. Jego opowiadanie White Angel (stanowiące część pierwszej książki Cunninghama: Dom na krańcu świata) zostało w 1989 opublikowane na łamach „The New Yorker” i wybrane do antologii najlepszych opowiadań amerykańskich Best American Short Stories.
W roku 1993 otrzymał Stypendium Guggenheima, a w 1998 National Endowment for the Arts Fellowship. W 1995, kiedy ukazała się jego druga książka, Z ciała i z duszy, zdobył nagrodę literacką Whiting Writers Award. W 1998 wydał trzecią książkę, Godziny, która jest uznawana za jego najlepsze dzieło. Godziny otrzymały wiele prestiżowych nagród, m.in. Pulitzera, PEN/Faulkner Award i Gay, Lesbian, Bisexual, and Transgendered Book Award. W 2005 opublikował swoją czwartą książkę, Wyjątkowe czasy, która ukazała się w Polsce w czerwcu 2006 nakładem Domu Wydawniczego Rebis.
Godziny i Dom na krańcu świata zostały zekranizowane. Godziny, film z roku 2002, wyreżyserował Stephen Daldry, a główne role zagrali: Meryl Streep, Julianne Moore, Nicole Kidman i Ed Harris. Obraz otrzymał 9 nominacji do Oscara, ostatecznie zdobył 1 statuetkę (Nicole Kidman za rolę pierwszoplanową). Dom na krańcu świata wyprodukowała w 2004 wytwórnia Warner Independent Pictures, scenariusz do filmu napisał sam autor, reżyserem był Michael Mayer, w rolach głównych wystąpili Colin Farrell, Robin Wright Penn i Dallas Roberts oraz Sissy Spacek. Cunningham jest także współautorem scenariusza filmu Evening z 2007, w którym jedną z głównych ról zagrała Meryl Streep.
Cunningham wykłada na Fine Arts Work Centre w Provincetown i na Brooklyn College.
Jest gejem. Od prawie dwudziestu lat mieszka w Nowym Jorku wraz ze swoim życiowym partnerem, Kenem Corbettem. Choć jego powieści zawierają liczne wątki LGBT, Cunningham nie uważa siebie za „pisarza gejowskiego”.

## Powieści
- 1990: Dom na krańcu świata (A Home at the End of the World)
- 1995: Z ciała i z duszy (Flesh and Blood)
- 1998: Godziny[3] (The Hours), ekranizacja: Godziny
- 2005: Wyjątkowe czasy (Specimen Days)
- 2010: Nim zapadnie noc (By Nightfall)
- 2014: Królowa Śniegu (The Snow Queen)
- 2023: Dzień (Day)